# Ergane
Ergane is een geslacht van spinnen uit de familie springspinnen (Salticidae).

## Soorten
De volgende soorten zijn bij het geslacht ingedeeld:
- Ergane benjarei (Peckham & Peckham, 1907)
- Ergane carinata Berry, Beatty & Prószyński, 1996
- Ergane cognata L. Koch, 1881
- Ergane insulana L. Koch, 1881